# Costanza e Fortezza
Costanza e Fortezza (česky Vytrvalost a síla) je slavnostní barokní opera, respektive festa teatrale, o třech dějstvích složená roku 1723 rakouským skladatelem Johannem Josephem Fuxem na libreto Pietra Pariatiho, jejíž premiéra proběhla 28. srpna téhož roku během korunovačního pobytu císařského páru Karla VI. a Alžběty Kristýny v Praze.

## Název
Název tohoto rozsáhlého hudebně-dramatického díla vychází z osobní devizy císaře Karla VI. Constantia et Fortitudine, což znamená Vytrvalostí a silou.

## Divadlo

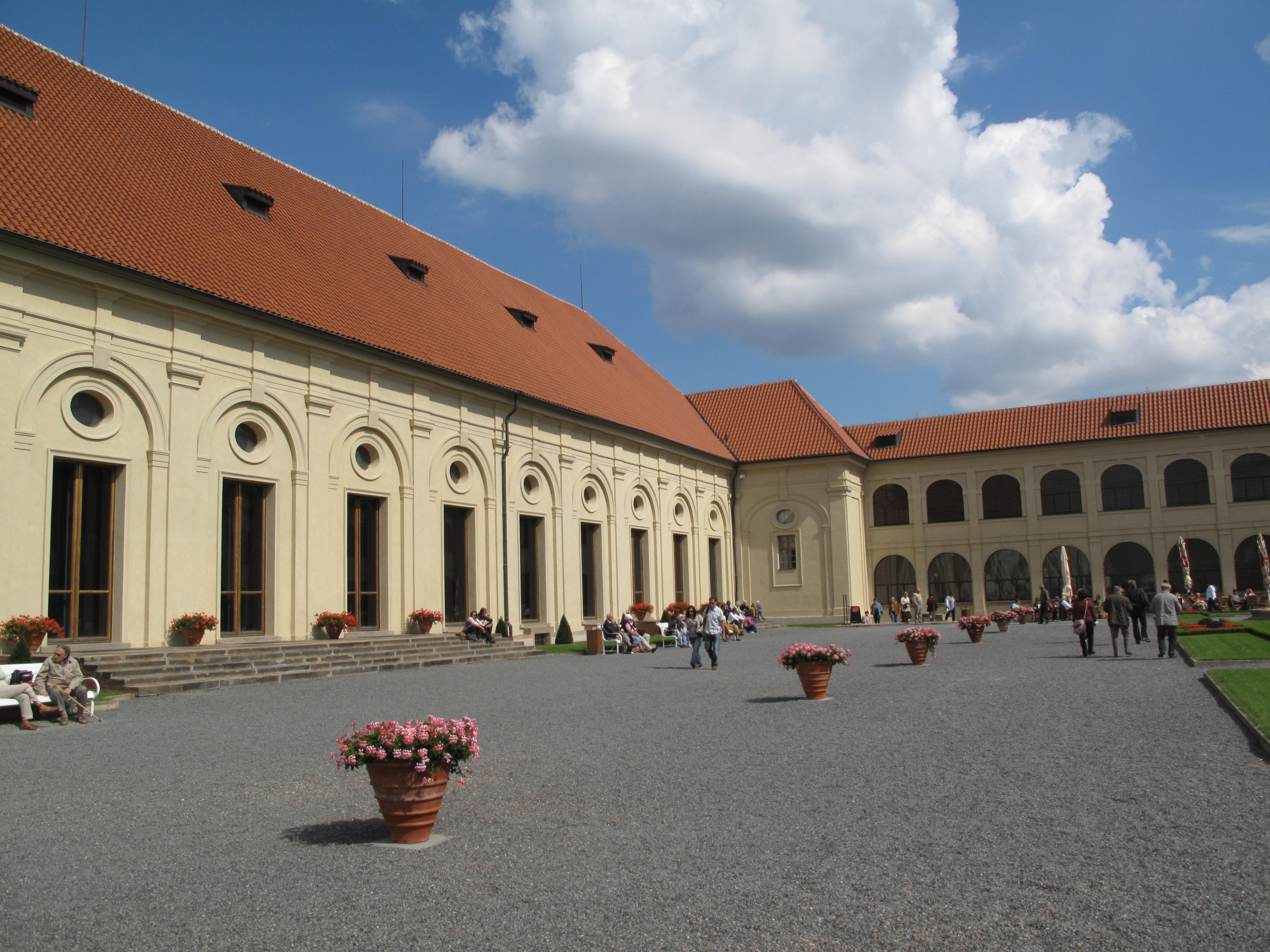
Pohled na letní jízdárnu, kde v roce 1723 stálo dřevěné venkovní divadlo

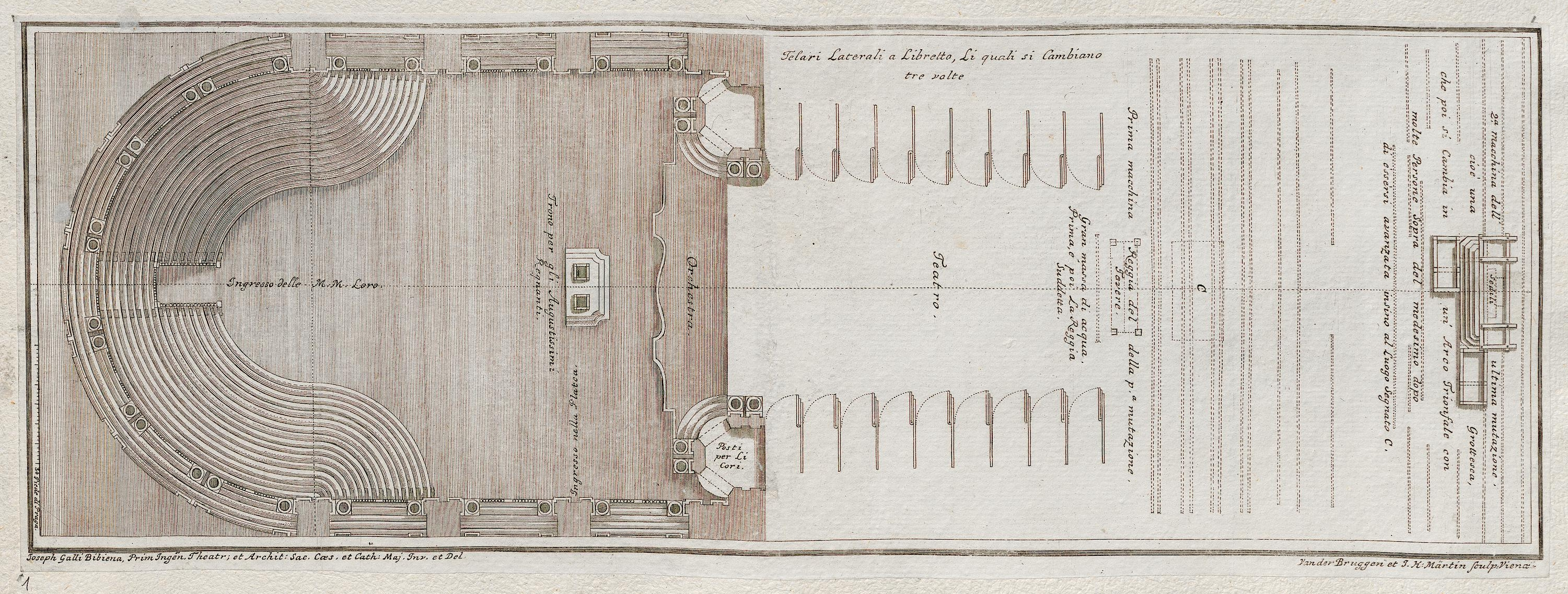
Půdorys divadla; vlevo tmavě vyznačeno půlkruhově ukončené hlediště, uprostřed něho se blíže jevišti nachází trůny císařského páru, hlediště je směrem k jevišti ukončeno dvěma mohutnými věžemi po stranách

Jelikož byla kapacita stávajícího krytého hradního divadla shledána nedostatečnou, bylo rozhodnuto o stavbě rozlehlého otevřeného (venkovního) divadla na ploše letní jízdárny Pražského hradu. Dřevěné divadlo bylo postaveno podle návrhu dvorního divadelního architekta Giuseppa Galli-Bibieny.
Ještě na počátku července 1723 císař Karel VI. na budoucím staveništi projížděl koně. Na stavbě divadla se začalo intenzivně pracovat až v červenci. V srpnu se už v divadle konaly scénické zkoušky.
Dominujícím prvkem divadla byly dvě asi 29 metrů vysoké mohutné věže po stranách proscénia. Hlediště mělo na šířku 30,5 metru a mělo podobu půlkruhového amfiteátru. V patře se nacházelo třináct lóží pro nejvýznamnější zahraniční hosty. Přední postavení měly trůny císařského páru, umístěné uprostřed přízemí hlediště poblíž jeviště.

## Provedení
Představení bylo určeno k příležitosti oslav narozenin císařovny Alžběty Kristýny, které se uskutečnily 28. srpna 1723 v Praze. Po slavnostní večeři ve Španělském sále oslavy vyvcholily právě provedením opery Costanza et Fortezza. Druhá a poslední repríza se uskutečnila 2. září 1723 za přítomnosti saské princezny Marie Josefy, dcery císaře Josefa I.
Autor hudby, dvorní kapelník Johann Joseph Fux, nemohl ze zdravotních důvodů představení řídit. Zastoupil ho dvorní vicekapelník Antonio Caldara. Představení začalo po osmé hodině a skončilo kolem jedné po půlnoci. Válečné scény prý byly umocňovány skutečnou střelbou z pušek a hmoždířů. Hudbu bylo slyšet až ve Strahovském klášteře.

## Námět a děj
Libreto opery se opírá o vyprávění Dějin římského historika Tita Livia a sice zpracovává téma obrany mladé římské republiky. Římané vyhnali tyranského krále Tarquinia Superba etruského původu. Tarquiniovci se ale pokoušeli Řím získat zpět s pomocí klusijského krále Porsenny. Ten Řím obléhal, ale Římané se ubránili. V ději opery se zpracovává závěrečná fáze tohoto obléhání a následný římský triumf. Důležitou roli hrají ctnosti Vytvalost a Síla, společné starým Římanům i současnému římskému císaři Karlu VI. Významnou postavou je bohyně Vesta, jejíž narozeniny Římané v opeře oslavují a jíž vděčí za své konečné vítězství. Bohyně Vesta je v závěrečné scéně ztotožněna s císařovnou Alžbětou Kristýnou a Řím je ztotožněn s Prahou ("Vestu velebí ústa, avšak Elisu [tj. císařovnu Alžbětu] uctívá srdce. A Římu je vzdávána chvála, avšak oslavuje se v něm slava a jas Prahy, jejího královského sídla.").
Dílo bylo moderními odborníky kritizováno jako nedramatické, že jeho děj je příliš statický. To je ovšem dáno původní funkcí skladby. Nejde o hudební drama, nýbrž o festu teatrale – divadelní slavnost, v níž byla holdovací funkce nadřazena funkci dramatické. Hlavním záměrem díla bylo v alegoriích oslavit císařovnu Alžbětu Kristýnu. Jelikož byla opera zkomponována i k příležitosti pražské korunovace, měl být zároveň spolu s ní oslaven i císař Karel VI., Praha i České království.

## Osoby
- Publius Valerius Publicola (Publio Valerio Publicola), římský konzul – bas
- Porsenna, král Etrusků, zamilován do Valerie – alt
- Titus Tarquinius (Tito Tarquinio), syn Lucia Tarquinia zvaného Superbus, zamilovaný do Clelie – soprán
- Valeria, dcera Publia Valeria, zamilovaná do Mucia a jemu zaslíbená – soprán
- Clelia, vznešená římská panna, zamilovaná do Horatia – alt
- Horatius (Orazio), zamilovaný do Clelie – tenor
- Mucius (Muzio), zamilovaný do Valerie a jí zaslíbený – alt
- Herminius (Erminio), syn Publia Valeria, zamilovaný do Clelie – soprán
- řeka Tibera (Tevere) – tenor
- génius Říma – tenor
- etruští vojáci, římští zajatci, římští vojáci, nymfy Tibery, přítoky Tibery, římský lid, kněží Saliové, haruspikové, penáti – sbor (SATB)
- liktorové, římští vojáci, Porsennovy královské stráže, etruští vojáci, římští jezdci, římský lid, Porsennova pážata, Valeriina pážata, Cleliina pážata, nymfy Tibery, přítoky Tibery – kompars

## Instrumentace
První housle, druhé housle, viola, violoncello, violon, dvě flétny, dva hoboje, fagot, čtyři lesní rohy, čtyři trubky, dva bubny, theorba, loutna, cembalo.